# Otto Stich
Pour les articles homonymes, voir Stich.

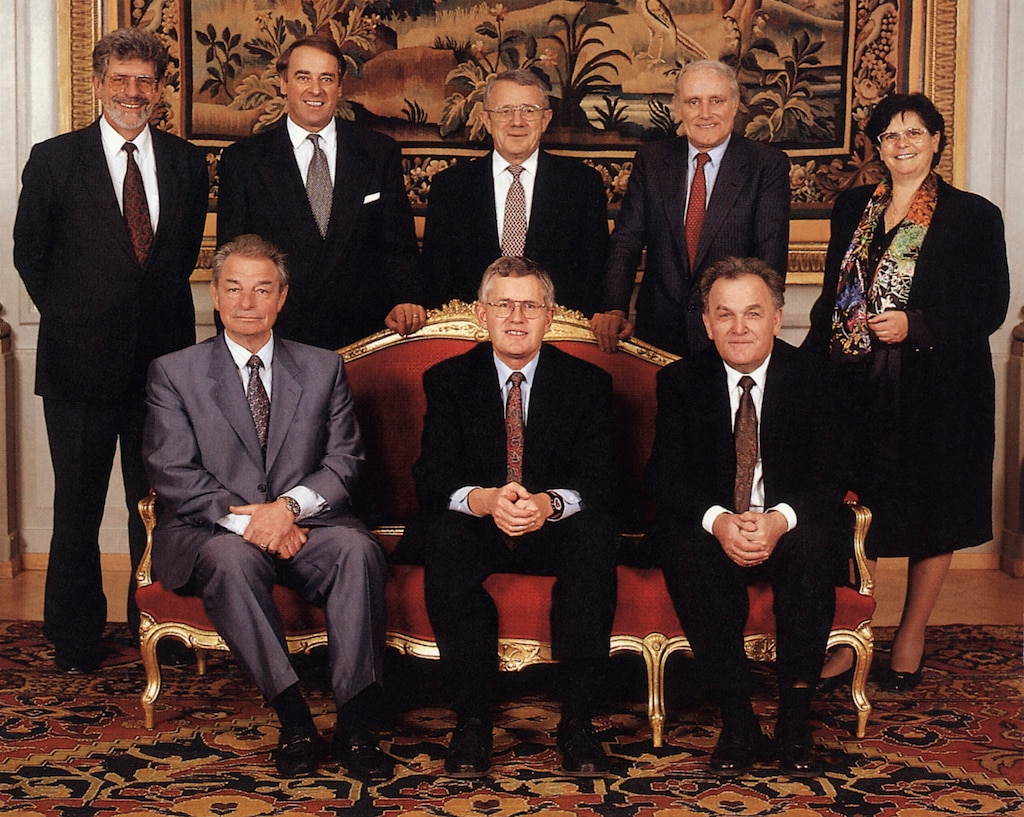
Le Conseil fédéral en 1995, Otto Stich devant à droite

Otto Stich, né le 10 janvier 1927 à Bâle (originaire de Petit-Lucelle) et mort le 13 septembre 2012 à Dornach, est une personnalité politique suisse, membre du Parti socialiste.
Il est conseiller fédéral de 1984 à 1995.

## Études et carrière professionnelle
Il fait ses études à Dornach et obtient sa maturité commerciale à Bâle.
Il devient maître de branches commerciales en 1953 et docteur ès sciences économiques en 1955.
Il devient chef du personnel du groupe Coop en 1970.

## Parcours politique
- Président de la commune de Dornach de 1957 à 1965 ;
- Préfet du district de Dorneck-Thierstein de 1961 à 1970 ;
- Il est élu au Conseil national de 1963 à 1983.

### Conseiller fédéral
Spécialiste des questions financières, il est élu au Conseil fédéral en 1983 (92e conseiller fédéral[réf. nécessaire]) par la majorité de droite, contre la candidate officielle socialiste Lilian Uchtenhagen. Ses relations avec son parti sont difficiles dans un premier temps. Les socialistes décident néanmoins lors d'un congrès en février 1984 de rester au gouvernement.

### Ministre des finances
- Stich dirige le département des finances pendant toute la durée de son mandat.
- En février 1984, la redevance sur les poids lourds et la vignette sont acceptées.
- La part cantonale au produit des droits de timbre est supprimée en juin 1985 de même que la nouvelle répartition des recettes de l’imposition des boissons distillées est acceptée.
- La loi fédérale concernant l’augmentation des droits de douane sur les carburants trouve l’agrément du peuple en mars 1993.
- Le nouveau régime des finances fédérales est acceptée en décembre 1993 avec l'introduction de la TVA.
- La Suisse adhère aux institutions de Bretton Woods (Banque mondiale et Fonds monétaire international) à la suite d'une votation populaire en mai 1992.
- Stich est confronté aux difficultés financières de la Confédération. Il s'oppose à Adolf Ogi au sujet de la construction de deux tunnels à travers les Alpes. Un seul suffit selon lui.
- Sa gestion de la caisse de pensions de la Confédération est critiquée et ses adversaires demandent la création d'une commission d'enquête. Cet organes parlementaire critique son action dans son rapport du 7 octobre 1996. Elle met en cause le choix des trois directrices successives. De plus, "la commission est d'avis que si le Conseiller fédéral Stich était encore en fonction (à la date de la publication de son rapport) elle devrait sérieusement envisager l'éventualité de demander sa démission" (page 9, 7e ligne avant la fin de la page).
- Il démissionne avec effet au 31 octobre 1995, alors que la législature était sur le point d'arriver à son terme. Cette manœuvre tactique favorise les socialistes qui parviennent à engranger de beaux succès lors des élections d'octobre 1995.
- Ses connaissances des finances publiques étaient immenses. Un jour, alors qu'il devait se rendre au parlement, il avait oublié son exemplaire du budget à son bureau du Bernerhof. Lorsqu'on lui proposa d'aller le chercher, il répondit : « Pas nécessaire, je le connais par cœur ! ».

### Président
Il est président de la Confédération en 1988 et en 1994. Il reçoit le président du Portugal Mario Soares en 1988 et celui de Pologne, Lech Wałęsa, en 1994. Il reçoit à Genève les présidents Hafez el-Assad et Bill Clinton. Il représente la Suisse aux cérémonies qui marquent la fin de l'apartheid en Afrique du Sud.

## La retraite
- La retraite venue, il publie des articles de journaux et n'hésite pas à prendre ses distances avec le gouvernement. Il a laissé le souvenir d'un gestionnaire tenace et même têtu[3].